# 3399 Kobzon
A 3399 Kobzon (ideiglenes jelöléssel 1979 SZ9) a Naprendszer kisbolygóövében található aszteroida. Nyikolaj Sztyepanovics Csernih fedezte fel 1979. szeptember 22-én.